# Sadorus (Illinois)
Sadorus – wieś w Stanach Zjednoczonych, w stanie Illinois, w hrabstwie Champaign.